# Tel Aviv Challenger 1998
Il Tel Aviv Challenger 1998 è stato un torneo di tennis facente parte della categoria ATP Challenger Series nell'ambito dell'ATP Challenger Series 1998. Il torneo si è giocato a Tel Aviv in Israele dal 5 all'11 ottobre 1998 su campi in cemento.

## Vincitori

### Singolare
Gianluca Pozzi ha battuto in finale  Lior Mor con il punteggio di 6–1, 6–7, 6–3

### Doppio
Radek Štěpánek /  Michal Tabara hanno battuto in finale  Noam Okun /  Nir Welgreen con il punteggio di 7–6, 6–3